# Lev Iașin
Lev Ivanovici Iașin (în rusă Лев Ива́нович Я́шин, n. 21 octombrie 1929, Moscova, RSFS Rusă, URSS – d. 20 martie 1990, Moscova, RSFS Rusă, URSS) a fost un fotbalist sovietic care a evoluat pe postul de portar.
Iașin a apărut la patru Cupe Mondiale, din 1958 până în 1970, iar în 2002 a fost ales în echipa de vis FIFA a istoriei Cupelor Mondiale. În 1994, a fost ales pentru echipa All-Time Cupa Mondială FIFA, iar în 1998 a fost ales ca membru al echipei mondiale a secolului al XX-lea. Potrivit FIFA, Iașin a parat peste 150 de lovituri de departajare în fotbalul profesionist - mai multe decât orice alt portar.
A câștigat o medalie de aur la turneul olimpic de fotbal din 1956 și a devenit campion european alături de selecționata URSS în 1960. În 1963, Iașin a primit Balonul de Aur, singurul portar care a primit vreodată premiul.
Lev Iașin s-a născut în districtul Bogorodskoie din Moscova într-o familie muncitoare a lui Ivan Petrovici și Anna Petrovna. Și-a petrecut copilăria pe strada Millionnaia, în casa numărul 15. În timpul Marelui Război Patriotic, la vârsta de doisprezece ani, Lev Iașin a fost evacuat împreună cu familia lângă Ulianovsk, unde în primăvara anului 1943 a mers la fabrică ca ucenic de lăcătuș. S-a întors la Moscova în 1944 și, în timp ce a continuat să lucreze la fabrică, și-a dedicat tot timpul liber jocului său preferat, acționând ca portar pentru echipa națională Tușino. A fost un jucător de fotbal rus, de-a lungul carierei sale a jucat ca portar și este considerat de mulți drept unul dintre cei mai buni din istorie. A fost votat de IFFHS ca fiind cel mai bun portar al secolului XX.
După retragerea din activitate, a fost vicepreședinte al Federației de Fotbal a Uniunii Sovietice.